# 16e cérémonie des Satellite Awards
La 16e cérémonie des Satellite Awards, décernés par The International Press Academy, a eu lieu le 18 décembre 2011 à Los Angeles et a récompensé les films et séries télévisées produits cette année-là.

## Palmarès

### Cinéma

#### Meilleur film
- The Descendants
  - The Artist
  - Cheval de guerre (War Horse)
  - La Couleur des sentiments (The Help)
  - Drive
  - Hugo Cabret (Hugo)
  - Minuit à Paris (Midnight in Paris)
  - Shame
  - Le Stratège (Moneyball)
  - La Taupe (Tinker, Tailor, Soldier, Spy)

#### Meilleur réalisateur
- Nicolas Winding Refn pour Drive
  - Tomas Alfredson pour La Taupe (Tinker, Tailor, Soldier, Spy)
  - Woody Allen pour Minuit à Paris (Midnight in Paris)
  - Michel Hazanavicius pour The Artist
  - John Michael McDonagh pour L'Irlandais (The Guard)
  - Steve McQueen pour Shame
  - Alexander Payne pour The Descendants
  - Martin Scorsese pour Hugo Cabret (Hugo)
  - Steven Spielberg pour Cheval de guerre (War Horse)
  - Tate Taylor pour La Couleur des sentiments (The Help)

#### Meilleur acteur
- Ryan Gosling pour le rôle du conducteur dans Drive
  - George Clooney pour le rôle de Matt King dans The Descendants
  - Leonardo DiCaprio pour le rôle de J. Edgar Hoover dans J. Edgar
  - Michael Fassbender pour le rôle de Brandon Sullivan dans Shame
  - Brendan Gleeson pour le rôle de Gerry Boyle dans L'Irlandais (The Guard)
  - Tom Hardy pour le rôle de Tom Conlon dans Warrior
  - Woody Harrelson pour le rôle de Dave Brown dans Rampart
  - Gary Oldman pour le rôle de George Smiley dans La Taupe (Tinker, Tailor, Soldier, Spy)
  - Brad Pitt pour le rôle de Billy Beane dans Le Stratège (Moneyball)
  - Michael Shannon pour le rôle de Curtis LaForche dans Take Shelter

#### Meilleure actrice
- Viola Davis pour le rôle d'Aibileen Clark dans La Couleur des sentiments (The Help)
  - Glenn Close pour le rôle d'Albert Nobbs dans Albert Nobbs
  - Olivia Colman pour le rôle de Hannah dans Tyrannosaur
  - Vera Farmiga pour le rôle de Corinne dans Higher Ground
  - Elizabeth Olsen pour le rôle de Martha dans Martha Marcy May Marlene
  - Meryl Streep pour le rôle de Margaret Thatcher dans La Dame de fer (The Iron Lady)
  - Charlize Theron pour le rôle de Mavis Gary dans Young Adult
  - Emily Watson pour le rôle de Margaret Humphreys dans Oranges and Sunshine
  - Michelle Williams pour le rôle de Marilyn Monroe dans My Week with Marilyn
  - Michelle Yeoh pour le rôle d'Aung San Suu Kyi dans The Lady

#### Meilleur acteur dans un second rôle
- Albert Brooks pour le rôle de Bernie Rose dans Drive
  - Kenneth Branagh pour le rôle de Laurence Olivier dans My Week with Marilyn
  - Colin Farrell pour le rôle de Bobby Pellitt dans Comment tuer son boss ? (Horrible Bosses)
  - Jonah Hill pour le rôle de Peter Brand dans Le Stratège (Moneyball)
  - Viggo Mortensen pour le rôle de Sigmund Freud dans A Dangerous Method
  - Nick Nolte pour le rôle de Paddy Conlon dans Warrior
  - Christopher Plummer pour le rôle de Hal dans Beginners
  - Andy Serkis pour le rôle de César dans La Planète des singes : Les Origines (Rise of the Planet of the Apes)
  - Christoph Waltz pour le rôle de Alan Cowan dans Carnage
  - Hugo Weaving pour le rôle de Jack dans Oranges and Sunshine

#### Meilleure actrice dans un second rôle
- Jessica Chastain pour le rôle de Mrs. O'Brien dans The Tree of Life
  - Elle Fanning pour le rôle d'Alice "Ally" Dainard dans Super 8
  - Lisa Feret pour le rôle de Louise de France dans Nannerl, la sœur de Mozart
  - Judy Greer pour le rôle de Joanie King dans The Descendants
  - Rachel McAdams pour le rôle d'Inez dans Minuit à Paris (Midnight in Paris)
  - Janet McTeer pour le rôle de Hubert Page dans Albert Nobbs
  - Carey Mulligan pour le rôle de Sissy dans Shame
  - Vanessa Redgrave pour le rôle de Volumnia dans Coriolanus
  - Octavia Spencer pour le rôle de Minny Jackson dans La Couleur des sentiments (The Help)
  - Kate Winslet pour le rôle de Nancy Cowan dans Carnage

#### Meilleur scénario original
- The Tree of Life – Terrence Malick
  - The Artist – Michel Hazanavicius
  - L'Irlandais (The Guard) – John Michael McDonagh
  - Nannerl, la sœur de Mozart – René Féret
  - Shame – Abi Morgan et Steve McQueen
  - Tyrannosaur – Paddy Considine

#### Meilleur scénario adapté
- The Descendants – Alexander Payne, Nat Faxon et Jim Rash
  - Les Aventures de Tintin : Le Secret de La Licorne (The Adventures of Tintin: The Secret of the Unicorn) – Edgar Wright, Joe Cornish et Steven Moffat
  - Albert Nobbs – Glenn Close et John Banville
  - La Couleur des sentiments (The Help) – Tate Taylor
  - Cheval de guerre (War Horse) – Lee Hall et Richard Curtis
  - Le Stratège (Moneyball) – Steven Zaillian et Aaron Sorkin

#### Meilleure direction artistique
- The Artist
  - Anonymous
  - De l'eau pour les éléphants (Water for Elephants)
  - Faust (Фа́уст)
  - Hugo Cabret (Hugo)
  - Mystères de Lisbonne (Mistérios de Lisboa)

#### Meilleurs costumes
- De l'eau pour les éléphants (Water for Elephants)
  - Anonymous
  - The Artist
  - Faust (Фа́уст)
  - Jane Eyre
  - Mystères de Lisbonne (Mistérios de Lisboa)

#### Meilleure photographie
- Cheval de guerre (War Horse)
  - The Artist
  - Drive
  - Faust (Фа́уст)
  - Hugo Cabret (Hugo)
  - The Tree of Life

#### Meilleur montage
- L'Irlandais (The Guard)
  - Cheval de guerre (War Horse)
  - The Descendants
  - Drive
  - Shame

#### Meilleur son
- Drive
  - Cheval de guerre (War Horse)
  - Harry Potter et les Reliques de la Mort – 2e partie (Harry Potter and the Deathly Hallows – Part 2)
  - Super 8
  - Transformers 3 : La Face cachée de la Lune (Transformers: Dark of the Moon)
  - The Tree of Life

#### Meilleurs effets visuels
- Hugo Cabret (Hugo)
  - Cheval de guerre (War Horse)
  - Harry Potter et les Reliques de la Mort – 2e partie (Harry Potter and the Deathly Hallows – Part 2)
  - La Planète des singes : Les Origines (Rise of the Planet of the Apes) – Jeff Capogreco, Joe Letteri et R. Christopher White
  - Super 8
  - Transformers 3 : La Face cachée de la Lune (Transformers: Dark of the Moon)

#### Meilleure chanson originale
- "Lay Your Head Down" interprétée par Sinéad O'Connor – Albert Nobbs
  - "Bridge of Light" – Happy Feet 2 (Happy Feet Two)
  - "Gathering Stories" – Nouveau Départ (We Bought a Zoo)
  - "Hello Hello" – Gnoméo et Juliette (Gnomeo & Juliet)
  - "Life's a Happy Song" – Les Muppets, le retour (The Muppets)
  - "Man or Muppet" – Les Muppets, le retour (The Muppets)

#### Meilleure musique de film
- Soul Surfer – Marco Beltrami
  - Cheval de guerre (War Horse) – John Williams
  - De l'eau pour les éléphants (Water for Elephants) – James Newton Howard
  - Drive – Cliff Martinez
  - Harry Potter et les Reliques de la Mort – 2e partie (Harry Potter and the Deathly Hallows – Part 2) – Alexandre Desplat
  - Super 8 – Michael Giacchino

#### Meilleur film étranger
- Mystères de Lisbonne (Mistérios de Lisboa) •  Portugal
  - 13 Assassins (十三人の刺客) •  Japon/ Royaume-Uni
  - Les Acacias (Las Acacias) •  Argentine
  - Le Cheval de Turin (A Torinói ló) •  Hongrie
  - Faust (Фа́уст) •  Russie
  - Le Gamin au vélo •  Belgique
  - Le Havre •  Allemagne/ Finlande/ France
  - Miss Bala •  Mexique
  - Nannerl, la sœur de Mozart •  France

#### Meilleur film d'animation
- Les Aventures de Tintin : Le Secret de La Licorne (The Adventures of Tintin)
  - Le Chat potté (Puss in Boots)
  - Kung Fu Panda 2
  - Les Muppets, le retour (The Muppets)
  - Rango
  - Rio

#### Meilleur documentaire
- Senna
  - American: The Bill Hicks Story
  - La Grotte des rêves perdus (Cave of Forgotten Dreams)
  - The Interrupters
  - My Perestroika
  - One Lucky Elephant
  - Pina
  - Le Projet Nim (Project Nim)
  - Tabloid
  - Under Fire: Journalists in Combat

### Télévision
Note : le symbole « ♕ » rappelle le gagnant de l'année précédente (si nomination).

#### Meilleure série dramatique
- Justified
  - Boardwalk Empire
  - Breaking Bad ♕
  - Friday Night Lights
  - Sons of Anarchy
  - Treme

#### Meilleure série musicale ou comique
- Philadelphia (It's Always Sunny in Philadelphia)
  - The Big C ♕
  - Community
  - Episodes
  - Louie
  - Modern Family

#### Meilleure série de genre
- American Horror Story
  - Le Trône de fer (Game of Thrones)
  - Once Upon a Time
  - Torchwood
  - True Blood
  - The Walking Dead

#### Meilleure mini-série ou meilleur téléfilm
- Mildred Pierce
  - Cinema Verite
  - Downton Abbey
  - Page Eight
  - Thurgood
  - Too Big to Fail : Débâcle à Wall Street (Too Big to Fail)

#### Meilleur acteur dans une série dramatique
- Timothy Olyphant pour le rôle de Raylan Givens dans Justified
  - Steve Buscemi pour le rôle d'Enoch « Nucky » Thompson dans Boardwalk Empire
  - Bryan Cranston pour le rôle de Walter White dans Breaking Bad ♕
  - Kelsey Grammer pour le rôle de Tom Kane dans Boss
  - Jeremy Irons pour le rôle du Pape Alexandre VI dans The Borgias
  - Damian Lewis pour le rôle de Nicholas Brody dans Homeland

#### Meilleure actrice dans une série dramatique
- Claire Danes pour le rôle de Carrie Mathison dans Homeland
  - Connie Britton pour le rôle de Tami Taylor dans Friday Night Lights ♕
  - Mireille Enos pour le rôle de Sarah Linden dans The Killing
  - Julianna Margulies pour le rôle d'Alicia Florrick dans The Good Wife
  - Katey Sagal pour le rôle de Gemma Teller Morrow dans Sons of Anarchy
  - Eve Myles pour le rôle de Gwen Cooper dans Torchwood

#### Meilleur acteur dans une série musicale ou comique
- Louis C.K. pour le rôle de Louie dans Louie
  - Martin Clunes pour le rôle du Dr Martin Ellingham dans Doc Martin
  - Charlie Day pour le rôle de Charlie Kelly dans Philadelphia (It's Always Sunny in Philadelphia)
  - Matt LeBlanc pour son propre rôle dans Episodes
  - Joel McHale pour le rôle de Jeff Winger dans Community
  - Elijah Wood pour le rôle de Ryan Newman dans Wilfred

#### Meilleure actrice dans une série musicale ou comique
- Martha Plimpton pour le rôle de Virginia Chance dans Raising Hope
  - Zooey Deschanel pour le rôle de Jess Day dans New Girl
  - Felicity Huffman pour le rôle de Lynette Scavo dans Desperate Housewives
  - Laura Linney pour le rôle de Cathy Jamison dans The Big C ♕
  - Melissa McCarthy pour le rôle de Molly Flynn dans Mike and Molly
  - Amy Poehler pour le rôle de Leslie Knope dans Parks and Recreation

#### Meilleur acteur dans une mini-série ou un téléfilm
- Jason Isaacs pour le rôle de Jackson Brodie dans Jackson Brodie, détective privé
  - Hugh Bonneville pour le rôle de Robert, Comte de Grantham dans Downton Abbey
  - Idris Elba pour le rôle de John Luther dans Luther
  - Laurence Fishburne pour le rôle de Thurgood Marshall dans Thurgood
  - William Hurt pour le rôle de Henry Paulson dans Too Big to Fail : Débâcle à Wall Street (Too Big to Fail)
  - Bill Nighy pour le rôle de Johnny Worricker dans Page Eight

#### Meilleure actrice dans une mini-série ou un téléfilm
- Kate Winslet pour le rôle de Mildred Pierce dans Mildred Pierce
  - Taraji P. Henson pour le rôle de Tiffany Rubin dans Mon fils a disparu (Taken from Me: The Tiffany Rubin Story)
  - Diane Lane pour le rôle de Pat Loud dans Cinema Verite
  - Elizabeth McGovern pour le rôle de Cora, Comtesse de Grantham dans Downton Abbey
  - Jean Marsh pour le rôle de Rose Buck dans Maîtres et Valets (Upstairs, Downstairs)
  - Rachel Weisz pour le rôle de Nancy Pierpan dans Page Eight

#### Meilleur acteur dans un second rôle dans une série télévisée
(ex æquo)
- Ryan Hurst pour le rôle de Harry "Opie" Winston dans Sons of Anarchy
- Peter Dinklage pour le rôle de Tyrion Lannister dans Le Trône de fer (Game of Thrones)
  - Ty Burrell pour le rôle de Phil Dunphy dans Modern Family
  - Donald Glover pour le rôle de Troy Barnes dans Community
  - Walton Goggins pour le rôle de Boyd Crowder dans Justified
  - Neil Patrick Harris pour le rôle de Barney Stinson dans How I Met Your Mother
  - Guy Pearce pour le rôle de Monty Beragon dans Mildred Pierce
  - James Woods pour le rôle de Dick Fuld dans Too Big to Fail : Débâcle à Wall Street (Too Big to Fail)

#### Meilleure actrice dans un second rôle dans une série télévisée
- Vanessa L. Williams pour le rôle de Renee Perry dans Desperate Housewives
  - Michelle Forbes pour le rôle de Mitch Larsen dans The Killing
  - Kelly MacDonald pour le rôle de Margaret Schroeder dans Boardwalk Empire
  - Margo Martindale pour le rôle de Mags Bennet dans Justified
  - Maya Rudolph pour le rôle d'Ava Alexander dans Up All Night
  - Maggie Smith pour le rôle de Violet, Comtesse douairière de Grantham dans Downton Abbey
  - Sofia Vergara pour le rôle de Gloria Delgado-Pritchett dans Modern Family
  - Evan Rachel Wood pour le rôle de Veda Pierce dans Mildred Pierce

## Récompenses et nominations multiples

### Nominations multiples
Cinéma
8 : Cheval de guerre, Drive
6 : The Artist, The Descendants, Shame
5 : Hugo Cabret
4 : Albert Nobbs, La Couleur des sentiments, Faust, L'Irlandais, Le Stratège, Super 8, The Tree of Life
3 : De l'eau pour les éléphants, Harry Potter et les Reliques de la Mort – 2e partie, Minuit à Paris, Les Muppets, le retour, Mystères de Lisbonne, Nannerl, la sœur de Mozart, La Taupe
2 : Carnage, My Week with Marilyn, Oranges and Sunshine, La Planète des singes : Les Origines, Les Aventures de Tintin : Le Secret de La Licorne, Transformers 3 : La Face cachée de la Lune, Tyrannosaur, Warrior
Télévision
4 : Downton Abbey, Justified, Mildred Pierce
3 : Boardwalk Empire, Community, Modern Family, Page Eight, Sons of Anarchy, Too Big to Fail : Débâcle à Wall Street
2 : The Big C, Breaking Bad, Cinema Verite, Desperate Housewives, Episodes, Friday Night Lights, Homeland, The Killing, Louie, Philadelphia, Torchwood, Le Trône de fer, Thurgood

### Récompenses multiples
Cinéma
4 / 8 : Drive
2 / 6 : The Descendants
2 / 4 : The Tree of Life
Télévision
2 / 4 : Justified, Mildred Pierce